# Hospital Nasser
El Hospital Nasser (o Complejo Médico Nasser) es uno de los hospitales más grandes de la Franja de Gaza, Palestina. 
Durante la guerra entre Israel y Gaza, el hospital fue uno de los últimos hospitales activos en la localidad de Jan Yunis, en el sur de la Franja de Gaza, y fue uno de los últimos hospitales en funcionamiento en toda la zona.

## Historia
Durante la ocupación egipcia de la Franja de Gaza, las autoridades egipcias comenzaron a trabajar en el Hospital Nasser en 1957, en el lugar en el previamente existía un hospital de cuarentena y enfermedades febriles originalmente establecido en un cuartel del ejército por el gobierno del Mandato Británico en la década de 1940. El hospital abrió sus puertas en 1960 y lleva el nombre del entonces presidente egipcio Gamal Abdel Nasser. 
En 1972, el hospital se cerró por obras para duplicar su capacidad de 112 camas. El hospital reabrió sus puertas en febrero de 1974. En diciembre de 1984, las autoridades israelíes cerraron el departamento de ortopedia del hospital, alegando que estaba contaminado, y transfirieron sus actividades al Hospital Al-Shifa.
El Complejo Médico Nasser fue restaurado integralmente en 2016 gracias a una iniciativa del pueblo de la gobernación. Se renovaron las obsoletas instalaciones del complejo hospitalario para ofrecer una atención médica mejorada y moderna. La restauración incluyó una modernización integral de las antiguas habitaciones, pasillos y baños del hospital. Este proyecto fue financiado por donaciones de familias, empresarios y filántropos. Ayudó a mejorar la infraestructura del hospital y permitió la integración de tecnologías médicas modernas. El coste de la restauración promedió 2500 dólares por habitación.

### Invasión israelí de Gaza

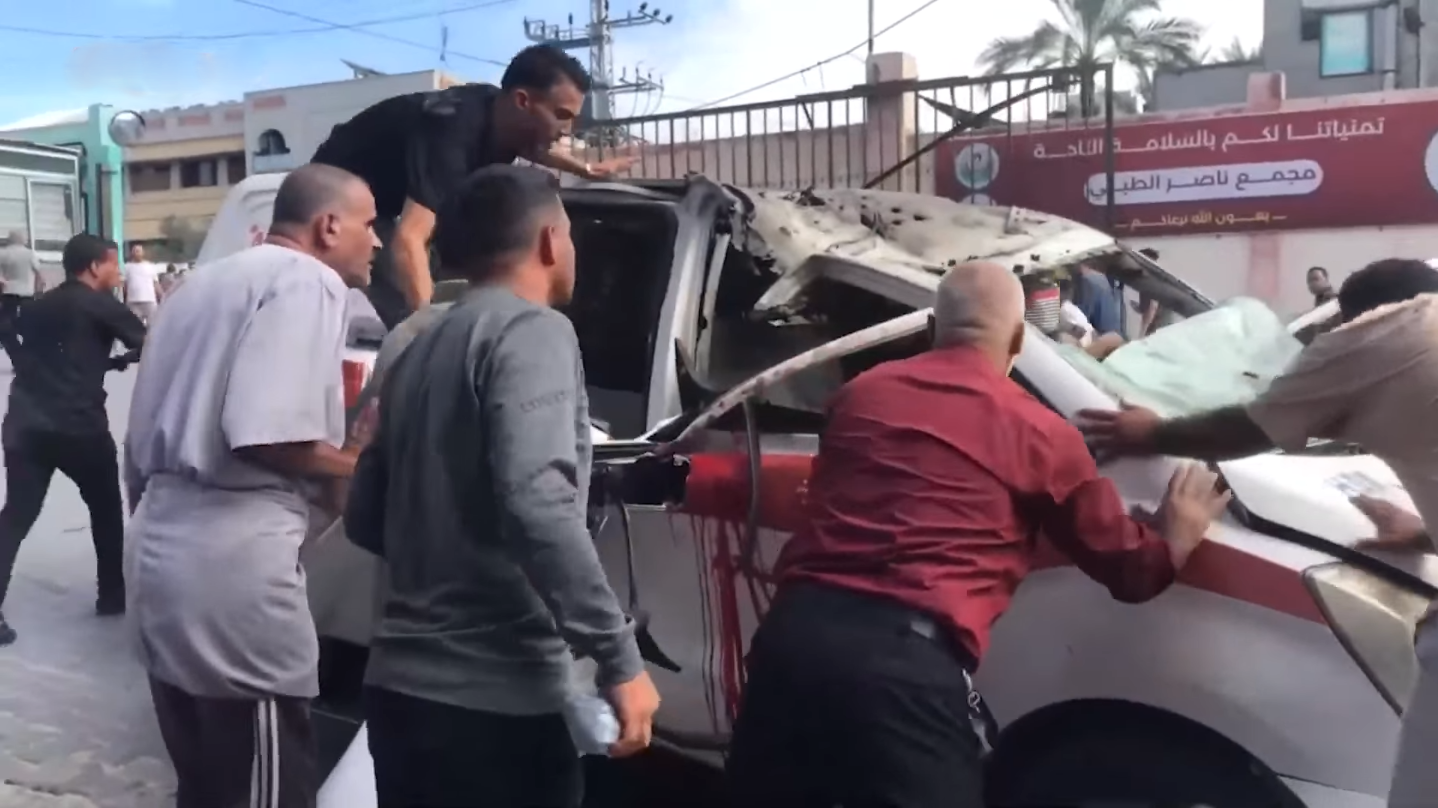
Una ambulancia de la Media Luna Roja Palestina, después de que fuera dañada por un ataque aéreo israelí. En el momento del ataque la ambulancia se encontraba frente al hospital Nasser, transportando a tres heridos

El hospital fue atacado varias veces durante la guerra Israel-Gaza antes del inicio del asedio. Un tiroteo israelí en la sala de maternidad del hospital el 17 de diciembre de 2023 mató a una niña e hirió a otras tres. La niña de 13 años, Donia Abu Mohse, había sufrido una amputación debido a un ataque aéreo israelí anterior que había matado a toda su familia.
A finales de diciembre de 2023, Richard Peeperkorn, representante de la Organización Mundial de la Salud (OMS), afirmó que 4000 desplazados internos estaban en riesgo mientras el ejército israelí llevaba a cabo operaciones militares en el hospital. NBC News ha estado siguiendo a un médico en el hospital desde diciembre de 2023 y documentando su trabajo con los pacientes. A finales de enero de 2024, solo quedaban cinco médicos en el hospital; los demás habían huido o habían sido asesinados. Un médico del hospital dijo a los periodistas que el hospital estaba lleno de pacientes y que el personal estaba sobrecargado de trabajo; «No podemos hacer visitas a los pacientes. No podemos movernos entre camas».
A principios de 2024, a medida que las fuerzas israelíes avanzaban más hacia el sur, se intensificaron los bombardeos en las zonas cercanas al hospital. Esto generó preocupaciones de que el hospital pudiera verse obligado a cerrar. Según un informe de The Guardian del 19 de enero de 2024:

El personal médico dijo que los combates se habían producido a pocos metros del hospital Nasser, el más grande que todavía funciona parcialmente en Gaza, durante la semana pasada. Ha estado recibiendo cientos de pacientes heridos todos los días desde que los combates se trasladaron al sur el mes pasado. Se teme que se vea obligado a cerrar debido a los bombardeos israelíes y las órdenes de evacuación.

Los soldados israelíes asaltaron el hospital el 15 de febrero de 2024. Según el portavoz principal de las FDI, el contralmirante Daniel Hagari, la decisión de atacar las instalaciones se basó en interrogatorios de militantes que habían sido arrestados o rendidos en la zona y en rehenes liberados. Supuestamente, la información llevó a las FDI a creer que anteriormente se habían retenido rehenes israelíes en las instalaciones. Una rehén liberada, Aloni Cunio, había planteado acusaciones de que ella, sus hijos y docenas de otros rehenes estaban retenidos en el hospital, durante una entrevista con CNN a mediados de enero. Sin embargo, CNN no ha podido verificar esta información de forma independiente y Hamás rápidamente emitió un desmentido. El 14 de febrero, las FDI declararon que el Hospital Nasser estaba siendo utilizado para mantener rehenes israelíes.
Cinco pacientes gravemente heridos murieron debido a la falta de oxígeno resultante del asedio israelí al hospital. El 18 de febrero, la Organización Mundial de la Salud dijo que el hospital ya no podía atender a sus pacientes y que ya no funcionaba. Tedros Adhanom, director general de la OMS, atribuyó la incapacidad del hospital para seguir funcionando al asedio y la incursión israelí.
El 23 de febrero, el hospital ya no tenía comida ni agua y no tenía oxígeno para los pacientes. El Ministerio de Salud de Gaza atribuyó la muerte de trece pacientes a la falta de electricidad y oxígeno en el hospital.
Unicef afirmó el 19 de marzo de 2024 que el hospital ya no funcionaba y que no había nadie dentro. El 2 de abril, el Ministerio de Salud de Gaza solicitó a las organizaciones internacionales que rehabiliten el Hospital de Nasser y que protejan «a las instituciones de salud» afectadas por los ataques israelíes. En el mismo comunicado el ministerio lamentó que la paralización de las instalaciones médicas han supuesto «un duro golpe» para los ya de por sí maltrechos servicios de salud en la Franja, «que se han reducido a sus niveles más bajos».
El jueves 25 de abril, las autoridades gazatíes afirmaron que tras la retirada de las FDI habían encontrado varias fosas comunes en los alrededores del hospital donde los israelíes habían enterrado 392 cadáveres. Mohamed Mughier, miembro de la Defensa Civil, confirmó la presencia de cadáveres de niños en las fosas y habló de «crímenes contra la humanidad». Por su parte, el Alto Comisionado de Naciones Unidas para los Derechos Humanos, Volker Turk, se mostró «horrorizado»  y reclamó una investigación «independiente, efectiva y transparente». «Dado el clima de impunidad existente, debe incluir investigadores internacionales». El Ejército de Israel calificó estas acusaciones de «completamente infundadas».
En julio de 2024, Javid Abdelmoneim, médico de Médicos Sin Fronteras, informó sobre las condiciones en el Hospital Nasser y afirmó: «He trabajado en casos de víctimas masivas en todo el mundo y el olor a sangre es el mismo dondequiera que estés. Pero aquí en Gaza, el horror realmente toca de cerca». En una entrevista, Abdelmoneim afirmó que el personal del hospital debía priorizar las cirugías urgentes. En julio de 2024, Médicos Sin Fronteras volvió a advertir que el Hospital Nasser estaba en riesgo a medida que se acercaban los combates.
El 23 de marzo de 2025, Israel bombardeó el edificio de cirugía del Hospital Nasser, matando al menos a cinco personas y causando heridas de diversa consideración en varias personas más, incluido personal médico, algunos de ellos por quemaduras debido al incendio causado por el ataque. Según Israel el ataque estaba dirigido contra un alto cargo de Hamás que en ese momento estaba siendo atendido en el hospital debido a las heridas «críticas» que sufrió en un bombardeo en Rafah.
El 13 de mayo, Israel atacó la sala de quemados del Hospital Nasser, matando a dos personas, incluido el fotoperiodista Hasán Aslí, director de la agencia de noticias Alam24, y otras doce personas resultaron heridas, incluida una de gravedad. Según las autoridades gazatíes el objetivo del ataque era el fotoperiodista palestino, muerto en el bombardeo que en ese momento se encontraba recibiendo tratamiento tras resultar herido en un ataque previo. Su muerte eleva a 215 el número de periodistas muertos a manos de Israel desde el inicio de los combates.